# Juraparc

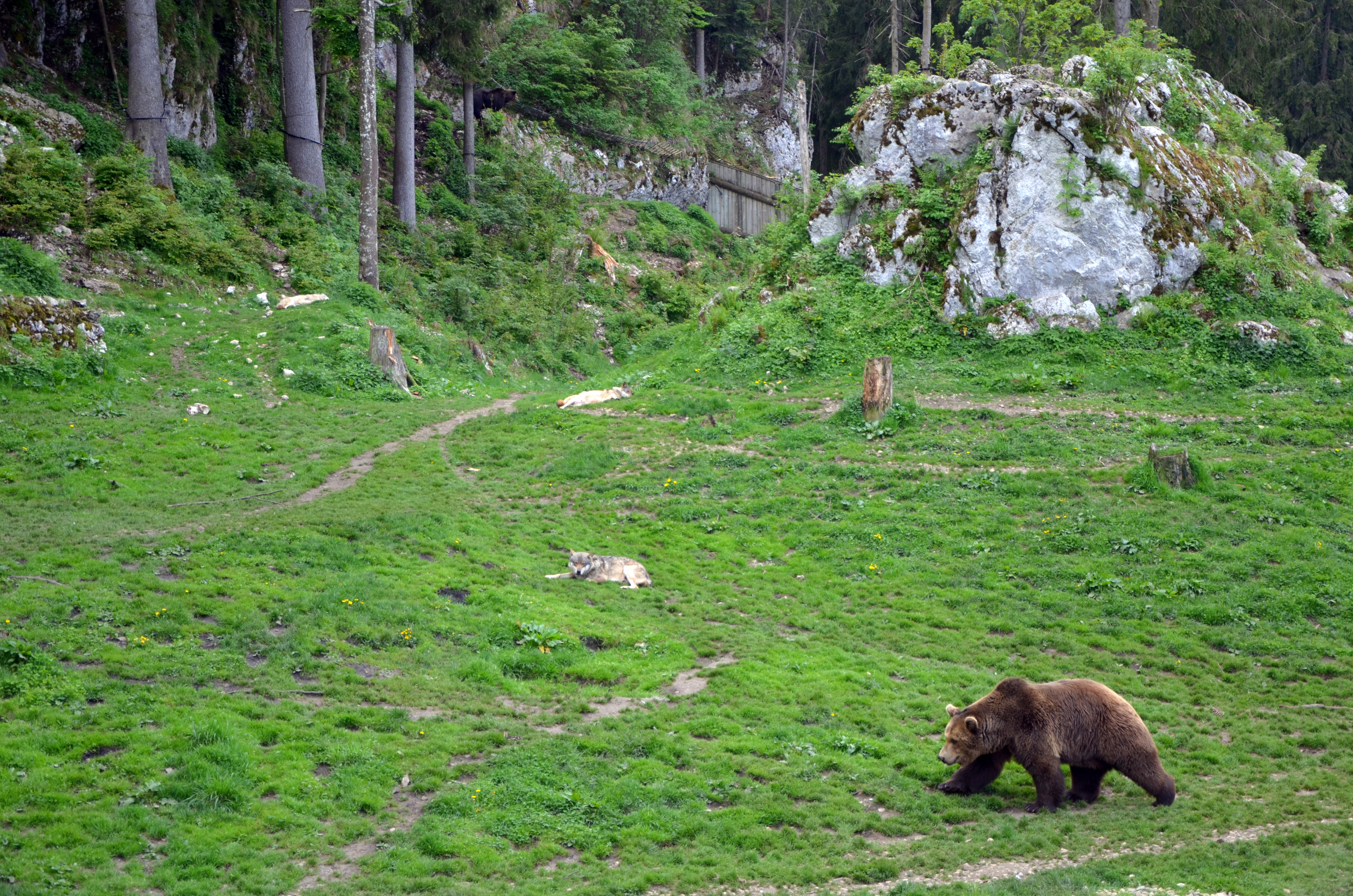
Un ours et trois loups au Juraparc.

Le Juraparc est un parc animalier situé au Mont d'Orzeires dans  la commune de Vallorbe en Suisse. 

## Histoire
Le parc voit le jour en 1987 lorsqu'André Blanc crée un parc avec des bisons d'Amérique attenant à son chalet d'alpage. En 2002, des loups et des ours rejoignent le parc qui est renommé Juraparc,,.

## Installations et faune présentée
Le parc comporte un espace de près de 7 hectares, adapté pour l'accueil d'animaux en milieu semi-ouvert ainsi qu'une ferme pédagogique.
Les espèces abrite des bisons, des loups et des ours,,,. 
Il accueille aussi temporairement des lynx juvéniles orphelins qui sont ensuite remis en liberté après être devenus autonomes.